# سيمبسونفيل
سيمبسونفيل (كارولاينا الجنوبية) (بالإنجليزية: Simpsonville, South Carolina)‏ هي مدينة تقع في الولايات المتحدة في مقاطعة غرينفيل (كارولاينا الجنوبية).  يقدر عدد سكانها بـ 18,238 نسمة ومساحتها 22.81 كم2  و وترتفع عن سطح البحر 262 متر.

## التركيبة السكانية
حدّد مكتب تعداد الولايات المتحدة بيانات التركيبة السكانية لسيمبسونفيل في تعداد الولايات المتحدة. في ما يلي، التركيبة السكانية حسب تعدادي 2000 و2010.

### تعداد عام 2000
بلغ عدد سكان سيمبسونفيل 14,352 نسمة بحسب تعداد عام 2000، وبلغ عدد الأسر 5,391 أسرة وعدد العائلات 4,021 عائلة مقيمة في المدينة. في حين سجلت الكثافة السكانية 591.3 نسمة لكل كيلومتر مربع (1,531.5/ميل2). وبلغ عدد الوحدات السكنية 5,636 وحدة بمتوسط كثافة قدره 232.2 لكل كيلومتر مربع (601.4/ميل2).
وتوزع التركيب العرقي للمدينة بنسبة 82.69% من البيض و13.76% من الأمريكيين الأفارقة و0.23% من الأمريكيين الأصليين و0.79% من الأمريكيين ذوي الأصول الآسيوية و0.04% من سكان جزر المحيط الهادئ و1.23% من الأعراق الأخرى و1.27% من عرقين مختلطين أو أكثر و4.65% من الهسبانيون أو اللاتينيون من أي عرق.
بلغ عدد الأسر 5,391 أسرة كانت نسبة 43% منها لديها أطفال تحت سن الثامنة عشر تعيش معهم، وبلغت نسبة الأزواج القاطنين مع بعضهم البعض 58.6% من أصل المجموع الكلي للأسر، ونسبة 11.9% من الأسر كان لديها معيلات من الإناث دون وجود شريك،  بينما كانت نسبة 4.1% من الأسر لديها معيلون من الذكور دون وجود شريكة وكانت نسبة 25.4% من غير العائلات. تألفت نسبة 20.9% من أصل جميع الأسر من عدة أفراد يعيشون في نفس المنزل ونسبة 4.9% كانت تتألف من شخص يعيش بمفرده يبلغ من العمر 65 عاماً أو أكثر. وبلغ متوسط حجم الأسرة المعيشية 2.66، أما متوسط حجم العائلات فبلغ 3.09.
بلغ العمر الوسطي للسكان 33.5 عاماً. وكانت نسبة 28.4% من القاطنين تحت سن الثامنة عشر، وكانت نسبة 8.2% بين الثامنة عشر والرابعة والعشرين عاماً، ونسبة 34.4% كانت واقعةً في الفئة العمرية ما بين الخامسة والعشرين والرابعة والأربعين عاماً، ونسبة 21.6% كانت ما بين الخامسة والأربعين والرابعة والستين، ونسبة 7.3% كانت ضمن فئة الخامسة والستين عاماً فما فوق. يوجد لكل 100 أنثى 97.5 ذكر، ويوجد لكل 100 أنثى في الثامنة عشر من عمرها فما فوق 95.3 ذكر.
بلغ متوسط دخل الأسرة في المدينة 47,223 دولارًا، أما متوسط دخل العائلة فبلغ 52,043 دولارًا. وكان متوسط دخل الذكور 38,680 دولارًا مقابل 26,394 دولارًا للإناث. وسجل دخل الفرد الخاص بالمدينة 21,139 دولارًا. وكانت نسبة 5.2% من العائلات ونسبة 6.1% من السكان تحت خط الفقر، وكان من هؤلاء نسبة 7% تحت سن الثامنة عشر ونسبة 6.1% في الخامسة والستين من العمر وما فوق.

### تعداد عام 2010
بلغ عدد سكان سيمبسونفيل 18,238 نسمة بحسب تعداد عام 2010، وبلغ عدد الأسر 7,040 أسرة وعدد العائلات 5,008 عائلة مقيمة في المدينة. في حين سجلت الكثافة السكانية 751.5 نسمة لكل كيلومتر مربع (1,946.4/ميل2). وبلغ عدد الوحدات السكنية 7,624 وحدة بمتوسط كثافة قدره 314.1 لكل كيلومتر مربع (813.5/ميل2).
وتوزع التركيب العرقي للمدينة بنسبة 75.66% من البيض و16.45% من الأمريكيين الأفارقة و0.29% من الأمريكيين الأصليين و1.27% من الأمريكيين ذوي الأصول الآسيوية و0.11% من سكان جزر المحيط الهادئ و3.90% من الأعراق الأخرى و2.33% من عرقين مختلطين أو أكثر و8.88% من الهسبانيون أو اللاتينيون من أي عرق.
بلغ عدد الأسر 7,040 أسرة كانت نسبة 38% منها لديها أطفال تحت سن الثامنة عشر تعيش معهم، وبلغت نسبة الأزواج القاطنين مع بعضهم البعض 53% من أصل المجموع الكلي للأسر، ونسبة 13.4% من الأسر كان لديها معيلات من الإناث دون وجود شريك،  بينما كانت نسبة 4.7% من الأسر لديها معيلون من الذكور دون وجود شريكة وكانت نسبة 28.9% من غير العائلات. تألفت نسبة 24% من أصل جميع الأسر من عدة أفراد يعيشون في نفس المنزل ونسبة 7.1% كانت تتألف من شخص يعيش بمفرده يبلغ من العمر 65 عاماً أو أكثر. وبلغ متوسط حجم الأسرة المعيشية 2.57، أما متوسط حجم العائلات فبلغ 3.05.
بلغ العمر الوسطي للسكان 36.5 عاماً. وكانت نسبة 26% من القاطنين تحت سن الثامنة عشر، وكانت نسبة 7.8% بين الثامنة عشر والرابعة والعشرين عاماً، ونسبة 29.4% كانت واقعةً في الفئة العمرية ما بين الخامسة والعشرين والرابعة والأربعين عاماً، ونسبة 25.8% كانت ما بين الخامسة والأربعين والرابعة والستين، ونسبة 11% كانت ضمن فئة الخامسة والستين عاماً فما فوق. وتوزع التركيب الجنسي للسكان بنسبة 48.4% ذكور و51.6% إناث.

## أعلام
- ستيفن طومسون
- شاين هال